# オラフル・インギ・スクーラソン
オラフル・インギ・スクーラソン（Ólafur Ingi Skúlason 、1983年4月1日 - ）は、アイスランド・レイキャヴィーク出身の元プロサッカー選手、サッカー指導者。元サッカーアイスランド代表。現役時代のポジションはMF。

## 経歴

### クラブ
地元クラブのÍFフィルキルでプロデビュー。
2001年1月、アーセナルFCに移籍。2003年、古巣フィルキルにレンタルで復帰。このシーズンのリーグ最優秀若手選手賞を受賞した。レンタルから復帰後の2007年12月、フットボールリーグカップのウルヴァーハンプトン・ワンダラーズFC戦で途中出場しアーセナルの公式戦デビュー。しかしアーセナルでの出場記録はこの1試合のみとなり、2005年5月にアーセナルを退団した。
2005年6月、ブレントフォードFCに加入。ところが第2節のチェスターフィールドFC戦で前十字靱帯と内側側副靱帯を損傷する重傷を負ってしまい、1シーズンを丸々棒に振った。
2007年2月、ヘルシンボリIFに移籍
2009年12月、スナユスケに移籍。
2011年、ベルギーのSVズルテ・ワレヘムに移籍。
その後トルコのクラブを経て、2018年にÍFフィルキルに戻った。

### 代表
2003年11月20日に開催されたメキシコ代表とのフレンドリーマッチでA代表初キャップ。これ以前にはユース年代の代表に選ばれており、U-21代表チームではキャプテンを務めた。2009年9月、ジョージア代表とのフレンドリーマッチで代表初ゴール。
UEFA EURO 2016予選では3試合に途中出場したが、本大会のメンバーに入る事は出来なかった。
2018年5月11日、2018 FIFAワールドカップに参加する代表チーム23人の一人に選ばれた。

## 代表歴

### 出場大会
- アイスランド代表
  - 2018 FIFAワールドカップ

### 試合数
- 国際Aマッチ 37試合 1得点（2003年-2018年）[13]

| アイスランド代表 | 国際Aマッチ | 国際Aマッチ |
| 年               | 出場        | 得点        |
| ---------------- | ----------- | ----------- |
| 2003             | 1           | 0           |
| 2004             | 0           | 0           |
| 2005             | 1           | 0           |
| 2006             | 1           | 0           |
| 2007             | 2           | 0           |
| 2008             | 1           | 0           |
| 2009             | 4           | 1           |
| 2010             | 5           | 0           |
| 2011             | 1           | 0           |
| 2012             | 1           | 0           |
| 2013             | 5           | 0           |
| 2014             | 4           | 0           |
| 2015             | 2           | 0           |
| 2016             | 1           | 0           |
| 2017             | 5           | 0           |
| 2018             | 3           | 0           |
| 通算             | 37          | 1           |